# Marquesado de Figueroa

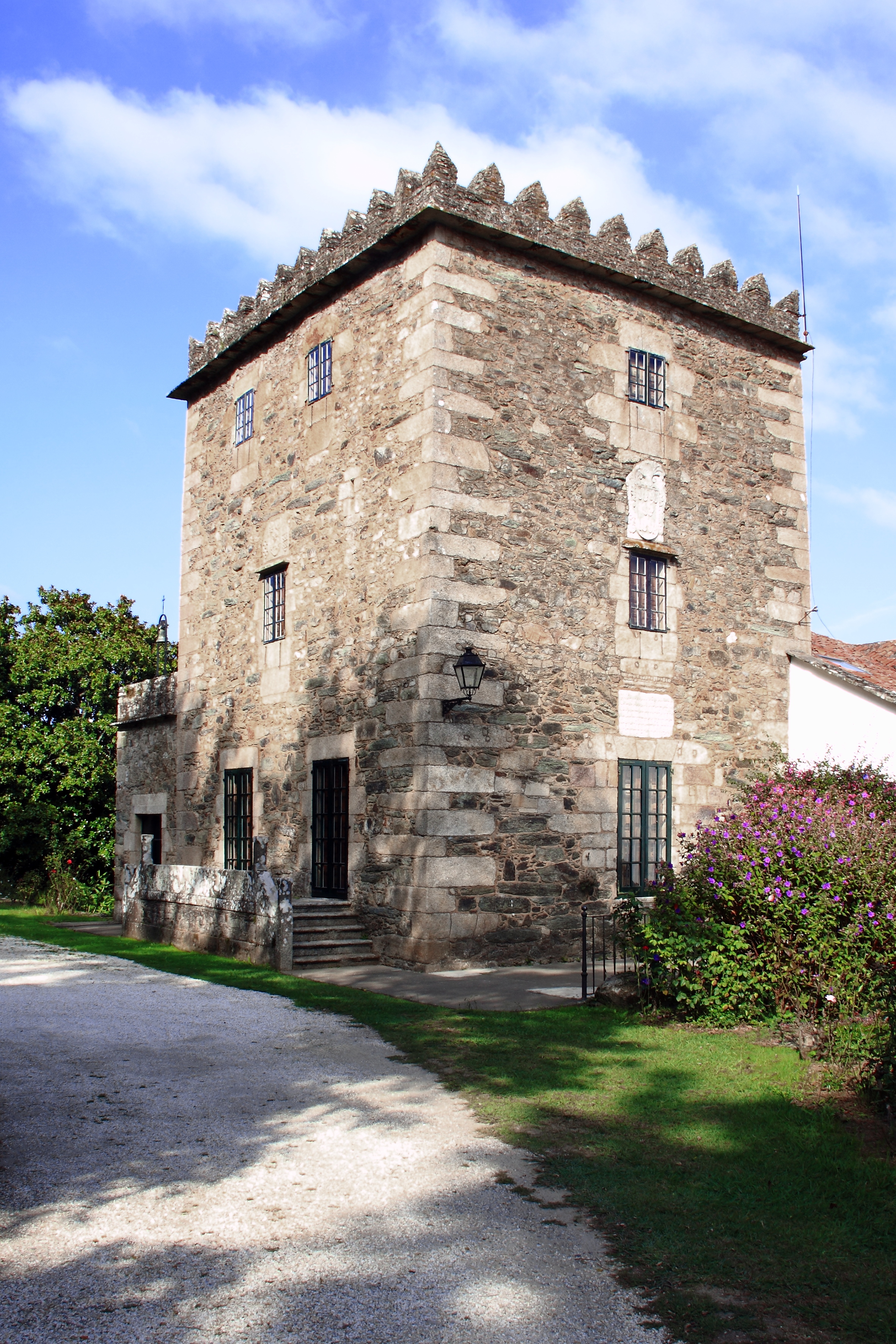
El marquesado de Figueroa toma su denominación de la Torre de Figueroa, antiguo solar del linaje sito en Abegondo (La Coruña) y que hoy sigue siendo propiedad del marqués de este título.

El marquesado de Figueroa es un título nobiliario español, de Castilla. Fue concedido por el rey Carlos II mediante real decreto de 6 de mayo de 1675.
El concesionario del decreto de merced fue Baltasar Pardo de Figueroa y Guevara, caballero de Santiago, general de la Armada del Mar del Sur, gobernador del Tucumán y de otras provincias del reino del Perú.
El real despacho de creación fue expedido el 10 de octubre de 1679 en favor de su hijo Baltasar Pardo de Figueroa y Sotomayor, también santiaguista, que fue por tanto el primer poseedor legal del título.

## Denominación: la Torre de Figueroa
La denominación del marquesado alude a la Torre de Figueroa en Galicia, antiquísimo solar del que provinieron las líneas más principales del linaje de Figueroa y cuya propiedad se ha transmitido hasta hoy en los titulares de esta dignidad. 
Está situada a una legua de Betanzos, al borde de la carretera que une esta ciudad y la de Santiago de Compostela, en la parroquia de San Miguel de Figueroa, municipio de Abegondo y provincia de La Coruña.
De construcción medieval, fue reedificada en 1622 por el padre del primer concesionario, Ares Pardo de Figueroa, capitán general del Reino de Galicia y también caballero de Santiago. Esta casa carecía de coto jurisdiccional, pues radicaba en realengo, pero gozaba de un antiguo privilegio de inmunidad por el que nadie podía ser prendido en ella por la justicia.
El primer marqués de Figueroa, aunque era de una línea segundona, poseyó este solar por derecho de su mujer, pues fue casado con su prima Juana María Pardo de Figueroa, poseedora del mayorazgo.

## Lista de marqueses de Figueroa
|                        | Titular                                             | Periodo                |
| Creación por Carlos II | Creación por Carlos II                              | Creación por Carlos II |
| ---------------------- | --------------------------------------------------- | ---------------------- |
| «I»                    | Baltasar Pardo de Figueroa y Guevara                | 1675-c.1678            |
| I                      | Baltasar Pardo de Figueroa y Sotomayor              | 1679-c.1710            |
| II                     | Juan José Pardo de Figueroa y Sotomayor             | c.1710-1733            |
| III                    | Baltasar Pardo de Figueroa y Duque de Estrada       | 1733-1786              |
| IV                     | Baltasar Pardo de Figueroa Lanzós Novoa y Sarmiento | 1787-1808              |
| V                      | Ramona Pardo de Figueroa Lanzós y Novoa             | 1808-1839              |
| VI                     | Francisco Javier de Losada y Pardo de Figueroa      | 1843-1847              |
| VII                    | José de Losada y Miranda                            | 1848-1857              |
| VIII                   | Baltasar de Losada y Miranda                        | 1857-1858              |
| IX                     | Mariana Ramona de Losada y Miranda                  | 1858-1880              |
| X                      | Juan Bautista Armada y Losada                       | 1880-1932              |
| XI                     | Juan Gil y Armada                                   | 1935-1981              |
| XII                    | Juan Gil de Araujo y González de Careaga            | 1982-hoy               |

## Historia genealógica
El padre del concesionario fue

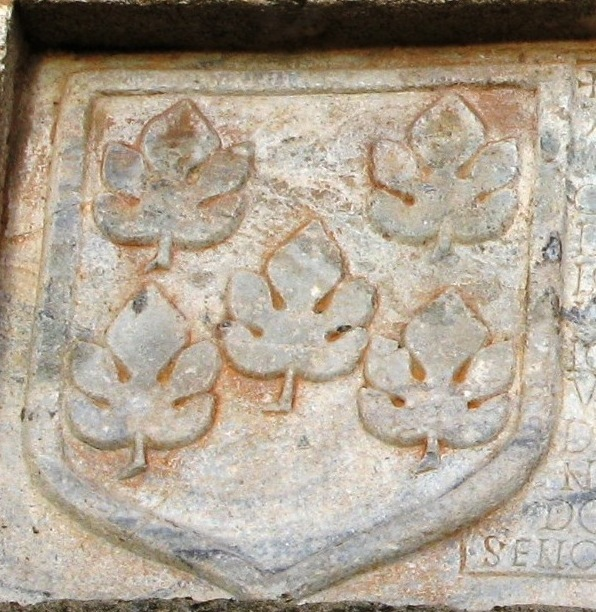
Armas de los Figueroa: en campo de oro, cinco hojas de higuera colocadas en aspa.

• Ares Pardo de Figueroa (n.1580), señor de la torre de Figueroa y de la casa de Pardo de Cela, caballero de Santiago, comisario del Santo Oficio, capitán de la guardia del virrey de Nápoles, gobernador de las armas de La Coruña y capitán general del Reino de Galicia. En 1622 reedificó la torre de Figueroa, donde había nacido el 12 de mayo de 1580. Era hijo de otro Ares Pardo de Figueroa o de Cela, señor estas casas, nacido en Betanzos en 1549 y vecino de esta ciudad, y de Francisca Enríquez de Monroy, su mujer, natural del valle de la Louriña; nieto de Juan Núñez Pardo de Cela, señor de las mismas casas, y de Catalina Rodríguez de Gayoso y Ponte, y materno de Garci Sarmiento, natural y señor de Salvatierra de Miño, y de Francisca de Sotomayor y Enríquez de Monroy.
Casó en Betanzos con María de Lupidana y Guevara, hija del licenciado Juan Díaz de Lupidana, del Consejo de S.M., fiscal en Valladolid y oidor en la Audiencia de Charcas, y de Juana de Guevara, su mujer; nieta de Hernando Díaz de Lupidana, señor de esta casa en Lopidana, provincia de Álava, y materna de Juan Alonso de Guevara, también señor de casa solar en el señorío de Vizcaya. Fueron padres de
1. Juan Pardo de Figueroa y Lupidana, el primogénito, que sucedió en la casa y fue también caballero de Santiago[8] y gobernador de las armas de La Coruña. Casó con Margarita de Prada y Cadórniga, hija de Diego de Prada, señor de esta casa en el Barco de Valdeorras, caballero de Santiago, y de Ana de Cadórniga y Sarmiento, su mujer, de la casa de Otarelo. Tuvieron por hija y sucesora a
Juana María Pardo de Figueroa, señora de las casas de Figueroa y Pardo de Cela. Casó con Baltasar Pardo de Figueroa y Sotomayor, su primo carnal, i marqués de Figueroa, como se verá más abajo.
2. Ana de Figueroa, que parece que casó con un caballero Pizarro, de la familia del Conquistador.[9]
3. María de Figueroa, que casó con el maestre de campo Antonio de Taboada, señor de esta casa en la comarca del Deza, caballero de Santiago.
4. Francisca Pardo de Figueroa y Lupidana, que casó con Pedro de Andrade, señor de San Saturnino. Tuvieron hijos varones que sucedieron en dicho estado, pero por haber muerto todos sin descendencia, recayó la casa en su hija 
Francisca de Andrade, mujer de Pedro Álvarez de Reynoso y Argiz, regidor perpetuo de Orense y patrono de la capilla de la Asunción de esta catedral, que fue creado marqués de San Saturnino en 1688. Título y jurisdicción siguieron en su descendencia.
5. José Pardo de Figueroa y Lupidana, caballero de Santiago,[10] colegial del insigne de San Pelayo y del Mayor del Arzobispo en Salamanca y catedrático de esta Universidad, visitador de la flota y galeones y naos de azogues de Indias, fiscal y juez mayor de Vizcaya en la Chancillería de Valladolid, presidente de la Casa de Contratación de Sevilla, consejero de Órdenes, de Indias y desde 1659 del Supremo de Castilla. Fue representante de S.M. en las Juntas del Reino de Galicia de 1654 y 1659, donde hizo aprobar sendos servicios de 100.000 y 80.000 ducados para la Guerra de Portugal.[11] Nació en Betanzos hacia 1618 y murió en noviembre de 1665. Casó el 15 de agosto de 1650 con Ana María de Lezama, que finó en 1678, hija de Jerónimo de Lezama, caballero de Santiago, secretario del Consejo de Guerra y criado del conde-duque de Olivares, y de María de Lezama, su mujer y prima.[12]
6. Y Baltasar Pardo de Figueroa y Guevara, que sigue.

### Concesionario del decreto de gracia
El marquesado de Figueroa fue concesión de Carlos II por real decreto del 6 de mayo de 1675 en favor de
• Baltasar Pardo de Figueroa y Guevara (1619-c.1678), capitán de galeras y general de la Armada del Mar del Sur, caballero de Santiago. Después de servir en la Guerra de Francia y en el Sitio de Fuenterrabía, pasó al Perú en 1639 en compañía del virrey marqués de Mancera. Fue gobernador del Presidio del Callao y de las armas de este reino, gobernador y capitán general de la provincia de Tucumán y corregidor y justicia mayor de las de Chayanta, Cabana, Cabanillas y Saña. Natural de Betanzos, fue bautizado el 13 de enero de 1619 en la matriz de Santiago o en Santa María del Azogue y murió en Lima de una estocada antes de 1679, año en que fue expedido el real despacho a favor de su hijo.
Contrajo matrimonio en La Plata, capital de la audiencia de Charcas (la actual Sucre, capital de Bolivia), con Juana de Sotomayor Manrique de Lara, natural de esta ciudad, que fue bautizada en la catedral el 26 de junio de 1632 y testó en Lima el 8 de septiembre de 1688 ante Francisco Pérez de Soto. Hija de Cristóbal de Sotomayor Manrique de Lara, natural de Mérida, Extremadura, bautizado en Santa María el 16 de marzo de 1581, y de Ana de Ondegardo y Ribera, natural de La Plata y bautizada en la catedral el 28 de julio de 1611; nieta de Francisco de Sotomayor y de Leonor de Tapia Manuel y Manrique, que pasaron al Perú en 1582, y materna de Polo de Ondegardo y Contreras, natural y alcalde de La Plata, y de María de Ribera, de igual naturaleza. Fueron padres de:
1. Baltasar Pardo de Figueroa y Sotomayor, que sigue,
2. José Pardo de Figueroa y Sotomayor, i marqués de la Atalaya, caballero de Santiago,[14] capitán de la Compañía de Gentileshombres de la Guardia de a caballo del Reino del Perú. Nació en La Plata hacia 1654 murió soltero y sin descendencia hacia 1695, sucediéndole su hermano Baltasar, i marqués de Figueroa.
3. Bernardo Pardo de Figueroa y Sotomayor, caballero de Santiago, general y corregidor, natural de Lima, que fue bautizado en Santa Ana el 11 de septiembre de 1667 y testó en el Cuzco el 20 de junio de 1707. Casó dos veces: primera con Margarita de Luján y Acuña, de igual naturaleza, bautizada en la catedral el 2 de diciembre de 1669, hija del maestre de campo Francisco de Luján y Sigoney, corregidor de Huamalíes, y de Josefa Vázquez de Acuña y Bejarano, su mujer; nieta del maestre de campo Francisco de Oviedo Sigoney y Luján, corregidor de Huancavelica y de Canta, gobernador de la provincia de Angaraes y de las minas de Bombón, teniente general del virrey en la Costa de Barlovento, y de María de Recalde y Alcáyaga, naturales todos de Lima, y materna del general Juan Vázquez de Acuña, corregidor de Quito y presidente de la Audiencia de Lima, natural y regidor de Burgos, y de Margarita Bejarano de Marquina, su tercera mujer, de los condes de Villaseñor, nacida en Potosí; biznieta paterna-materna del oidor Juan Fernández de Recalde y sobrina carnal materna del i marqués de Escalona y del virrey de Nueva España Juan de Acuña y Bejarano, i marqués de Casa Fuerte. Y segunda vez casó con María Teresa de Valenzuela y Castillo. Tuvo seis hijos del primer matrimonio y una del segundo:
  1. Josefa Pardo de Figueroa y Luján,
  2. Juana Pardo de Figueroa y Luján, naturales ambas de Lima,
  3. José Agustín Pardo de Figueroa y Luján, marqués consorte y viudo del Valle Umbroso, colegial del Real de San Martín, doctor in utroque jure por la Universidad de San Marcos, caballero de Santiago,[15] que nació en Lima el 21 de febrero de 1695 y finó el 22 de junio de 1747 en su hacienda cuzqueña de La Glorieta, sita en el distrito de Oropesa y provincia de Quispicanchi. Erudito y bibliófilo que mantuvo una interesante correspondencia con Mayans y con el P. Feijoo y reunió una biblioteca de 10.000 volúmenes, prolijamente anotados. Pasó a Méjico al servicio del virrey marqués de Casa Fuerte, su tío abuelo, y fue capitán de la Guardia de su Real Palacio; residió también en la corte de Madrid y fue corregidor del Cuzco. Casó el 3 de junio de 1736 en esta ciudad, de donde era natural la novia, con Petronila Ignacia de Esquivel y Espínola, iii marquesa de San Lorenzo del Valleumbroso, que era sobrina segunda suya: hija de Diego de Esquivel y Navia, ii marqués del Valle Umbroso, y de Josefa Spínola y Pardo de Figueroa (hija a su vez de Juana Pardo de Figueroa y Sotomayor, de quien se hablará en seguida). Tuvieron por hija única y sucesora a
Mariana Pardo de Figueroa y Esquivel, iv marquesa de San Lorenzo del Valleumbroso, mujer de Tadeo Martín de Zavala y Vázquez de Velasco, con sucesión en que sigue dicho marquesado.

  4. Baltasar Pardo de Figueroa y Luján,
  5. Isabel Eduarda Pardo de Figueroa y Luján, bautizada el 28 de octubre de 1700 en la parroquia de Checacupe y partido de Tinta, en el Cuzco. Otorgó poder para testar en Santiago de Chile el 14 de febrero de 1769 y celebró sus velaciones en la catedral de dicha ciudad el 16 de febrero de 1727 con el licenciado Martín de Recabarren y Pérez de Borroto, oidor de esta Audiencia y del Consejo de S.M., natural de La Habana, que fue bautizado en la parroquial de San Cristóbal el 1.º de diciembre de 1679 y testó en dicha Santiago el 29 de enero de 1765 ante Juan Bautista de Borda. Hijo del capitán Miguel de Recabarren y Márquez de Morta y de Lucía Pérez de Borroto y Chirinos, naturales de La Habana. Con prole.[16]
  6. Fray Pedro Pardo de Figueroa y Luján, O.M., obispo y primer arzobispo de Guatemala, que nació en Lima en febrero de 1702[17] y falleció el 2 de febrero de 1751 en Esquipulas, donde había promovido la construcción del suntuoso santuario del Cristo, hoy catedral y basílica, para agradecer la curación milagrosa de una enfermedad que había obtenido de esta venerada imagen. Terminada la obra después de los días de fray Pedro, sus restos fueron trasladados al nuevo templo, que se convirtió en el principal destino de peregrinación de América Central.[18]
  7. Y Francisca Pardo de Figueroa y Valenzuela, unigénita del segundo matrimonio.
4. Juan Arias Pardo de Figueroa y Sotomayor, natural de Lima, caballero de Santiago,[19]
5. Y Juana Pardo de Figueroa y Sotomayor, que otorgó poder para testar en Lima el 28 de julio de 1703 ante Nicolás de Figueroa y casó con el general Nuño de Spínola y Villavicencio, caballero de Alcántara, que testó en Lima el 5 de julio de 1704 a fe de Antonio Martínez de Castro. Hijo de Luis de Spínola y Villavicencio, caballero de Santiago, y de Mencía de Villavicencio. Con posteridad.[20]

### Primer marqués
El concesionario del decreto falleció hacia 1678 sin haber titulado efectivamente por la merced. La real carta de creación fue despachada el 10 de octubre de 1679 en favor de su hijo
• Baltasar Pardo de Figueroa y Sotomayor (c.1650-c.1710), i marqués de Figueroa y ii de la Atalaya, caballero de Santiago. Sucedió en el marquesado de la Atalaya al morir sin descendencia su hermano José, concesionario de la merced, aunque la media annata por esta sucesión no se pagó hasta 1737.
Casó con Juana Pardo de Figueroa y Prada, su prima hermana, señora de las torres de Cela y Figueroa, hija y sucesora de Juan Pardo de Figueroa y Lupidana y de Margarita de Prada y Cadórniga, ya citados. Tuvieron por hijos al menos a
1. María Josefa Pardo de Figueroa, nacida en la Torre de Figueroa, que fue bautizada en San Miguel el 3 de julio de 1678 y falleció intestada el 28 de agosto de 1703 en Orense. Casó con Diego Sarmiento de Sotomayor, regidor perpetuo de dicha ciudad, natural del valle de las Achas en el municipio de La Cañiza y bautizado en la parroquial de Santiago de Parada el 21 de abril de 1655. Era hijo de Bernardino Sarmiento de Sotomayor y de Lucía de Araujo, vecinos de San Cristóbal de Mourentán en el municipio de Arbo, y nieto de Antonio Sarmiento de Sotomayor, señor del valle de las Achas, y de Ana Flores, su primera mujer. Con posteridad.
2. Y a Juan José Pardo de Figueroa y Sotomayor, que sigue.

Segundo marqués

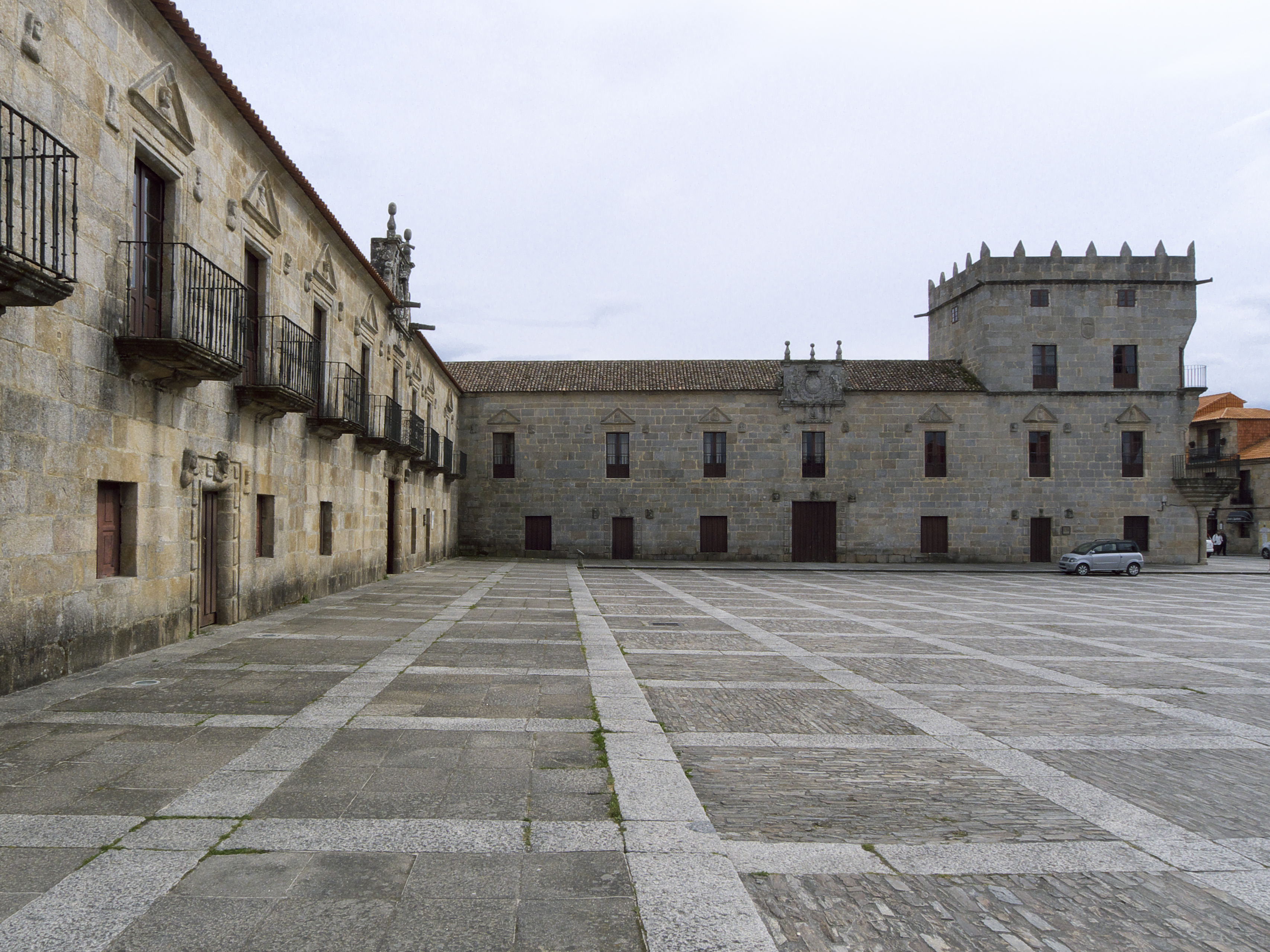
El pazo de Fefiñanes recayó en los Pardo de Figueroa en el siglo XVIII por el matrimonio de Ana Jacoba de Valladares Sarmiento y Mariño de Lobera, vizcondesa de Fefiñanes, con Baltasar Pardo de Figueroa y Duque de Estrada, marqués de Figueroa y de la Atalaya.

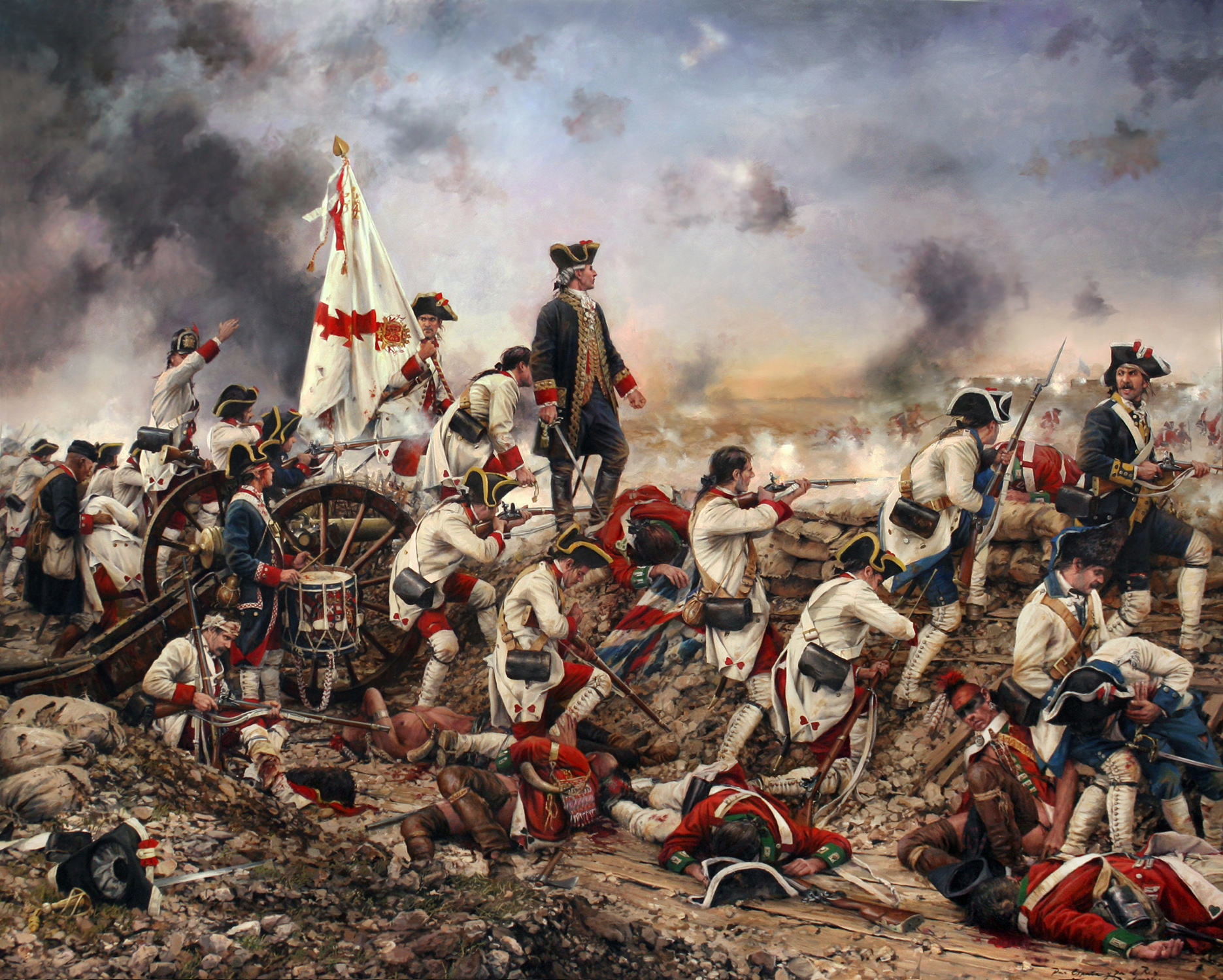
El marqués de Figueroa y la vizcondesa de Fefiñanes, su mujer, tuvieron por hijo segundo al mariscal de campo Benito Pardo de Figueroa y Valladares, llamado el Señorito de Fefiñanes, que sirvió a las órdenes de Bernardo de Gálvez en la Batalla de Panzacola (1781). En esta época conoció a la niña Adelaida d'Estrehan, hijastra del conde y virrey, a la que este criaba en su casa como una hija más. Y once años después se casaría con ella. La pintura histórica Por España y por el Rey, del catalán Augusto Ferrer-Dalmau, representa a Gálvez al frente de sus tropas durante el cerco de Pensacola, contemplando la huida de un contingente británico cuyo ataque habían repelido.

Por fallecimiento del anterior, hacia 1710 sucedió su hijo
• Juan José Pardo de Figueroa y Sotomayor (c.1680-1733), ii marqués de Figueroa y iii de la Atalaya, señor de las jurisdicciones de Mántaras, Cela, Gudín y Coiro y de las casas de Pardo de Cela y Figueroa, natural de la ciudad de Betanzos.
Casó con Ana Gregoria Duque de Estrada y Valladares, señora de la casa del Villar de Camba en el municipio de Taboada y de la torre de Fafián en el de Rodeiro, con sus agregadas y jurisdicciones, todo en Galicia. Nació esta señora hacia 1683 en el palacio de los Duque de Estrada de la villa asturiana de Llanes, hija de Fernando Duque de Estrada y Miranda, iii conde de la Vega del Sella, de igual naturaleza, y de Ana Rosa de Lemus Valladares y Villar, su primera mujer, señora de dichas casas gallegas; nieta de Pedro Duque de Estrada y Eguino, ii conde de la Vega del Sella, y de Juana de Miranda Ponce de León y Duque de Estrada, natural de Oviedo, de los marqueses de Valdecarzana, y materna del maestre de campo Fadrique de Valladares Sarmiento y Silva, caballero de Calatrava, gobernador de Monzón y oficial de la Inquisición, natural de Fefiñanes e hijo de los primeros vizcondes de esta villa, y de Ana Bernardina de Villar Lemos y Camba, su primera mujer, señora de las casas de Villar y Fafián. Procrearon a
1. Baltasar Manuel Pardo de Figueroa y Duque de Estrada, que sigue,
2. y Juana Micaela Pardo de Figueroa y Duque de Estrada, nacida el 17 de mayo de 1710 en Betanzos, donde casó el 5 de septiembre de 1732 con Fernando Pablo Mariño de Lobera y Nieto de Silva, ii marqués de la Sierra, y vi de Villafiel, vii conde del Arco y vii de Guaro, x señor de Villanueva de Messía, que nació en Palencia el 8 de marzo de 1712 y testó en Vigo el 13 de agosto de 1769. Hijo de otro Fernando Mariño de Lobera y Quirós, ii marqués de la Sierra, natural de Pontevedra, y de Isabel Nieto de Silva y Loaisa, condesa del Arco y de Guaro. Con posteridad en que siguieron dichas casas.[26]

Tercer marqués
Por fallecimiento del anterior en 1733 y real carta de 1737, sucedió su hijo
• Baltasar Manuel Pardo de Figueroa y Duque de Estrada (1705-1786), iii marqués de Figueroa y iv de la Atalaya.
Casó con Ana Jacoba de Valladares Sarmiento y Mariño de Lobera, su tía tercera, iv vizcondesa de Fefiñanes, hija de Antonio Gaspar de Valladares Sarmiento, el iii vizconde, y de Antonia Rosa Mariño de Lobera, su mujer; nieta de Fernando Sarmiento de Valladares, II vizconde de Fefiñanes, y de Ana de Córdoba y Lanzós, que era hija a su vez del ii conde de Maceda; nieta materna de Fernando Mariño de Lobera Andrade y Sotomayor, i marqués de la Sierra, y de Teresa Sarmiento de Sotomayor. Por los derechos de esta señora sucederían sus descendientes en el condado de Maceda a la extinción de la línea directa. Procrearon a:
1. Francisco Javier Pardo de Figueroa y Valladares (c.1740-c.1775), v vizconde de Fefiñanes, que fue primógénito pero no sucedió en los títulos de su padre porque le premurió. Casó con María Josefa Sarmiento de Sotomayor y Correa, su prima segunda señora de los valles de Petán y las Achas en el municipio de La Cañiza, de Corzanes en Salvatierra de Miño y de otros lugares, y del pazo de Santa Teresa en Redondela, patrona del convento de la Purificación de esta villa, etc., todo en la actual provincia de Pontevedra. Por la prematura muerte de su marido, esta señora quedó por tutora y curadora de sus hijos, que eran de tierna edad, y como tal litigó desde 1778 a nombre del mayor por los condados de Maceda y Taboada, con sus opulentos mayorazgos, que vacaban por haber muerto en dicho año sin descendencia Gonzalo de Lando Deza y Lanzós. Era hija y sucesora de Francisco de Borja Sarmiento de Sotomayor y de María Josefa Correa y Sarmiento, y nieta de Diego Sarmiento de Sotomayor Sotelo y Prego de Montaos, señor de los mismos estados, natural de Ribadetea, y de María Josefa Mariño de Lobera y Sarmiento de Sotomayor, de los marqueses de la Sierra.[28] Procrearon a
  1. Ramona Escolástica Pardo de Figueroa Lanzós y Novoa, que seguirá como v marquesa,
  2. y a Baltasar Pardo de Figueroa Lanzós de Novoa y Sarmiento de Sotomayor, que sigue.
2. Baltasara Plácida Pardo de Figueroa y Valladares, nacida en 1750, que casó en 1774 con José Gabriel de Losada Prado y Gayoso, hijo y sucesor de Juan Alonso de Losada Prado y Gayoso, señor de la torre y jurisdicción de Friol y de las casas y cotos de Pol, Jaz y Paradela de Trives, y de Josefa Garza y Sarmiento, natural y señora de la casa y juriscicción de Tor en el municipio de Monforte de Lemos, y poseedora también de la torre de la Candaira en el de Saviñao; nieta de Álvaro de Losada y Prado, señor de Friol, y de Rosa Gayoso y Ozores, de los condes de Amarante y marqueses de San Miguel das Penas, y materna de Francisco Garza de Quiroga y Sarmiento, señor de Tor, caballero de Santiago, y de Ana Teresa de Araujo Sarmiento y Castro.[29] Tuvieron por hijos a
  1. María Josefa de Losada y Pardo de Figueroa, nacida en Pontevedra y bautizada en Santa María la Mayor el 8 de octubre de 1776. Casó en Santiago de Compostela el 29 de junio de 1805, Santa María del Camino, con el coronel José García de Paredes, natural de Cádiz, bautizado el 6 de noviembre de 1762 en la Catedral, hijo de José García de Paredes, capitán de Artillería, y de Josefa Herrera. Con sucesión. Su hijo el mariscal de campo Francisco Javier García de Paredes y Losada casó con la xiv condesa de Taboada.[30]
  2. Francisco Javier de Losada y Pardo de Figueroa, que seguirá como vi marqués.
3. El mariscal de campo Benito María Pardo de Figueroa y Valladares, destacado militar y diplomático, llamado el Señorito de Fefiñanes y nacido en este pazo. Fue bautizado el 26 de noviembre de 1755 en la parroquial de San Benito de Fefiñanes, municipio de Cambados, y falleció el 1.º de noviembre de 1812 en la ciudad letona de Riga, donde recibió sepultura. Fue alumno del Real Seminario de Nobles de Madrid,[31] y después cadete de Infantería. Sirvió en la Guerra de Independencia de los Estados Unidos, permaneciendo a las órdenes de Gálvez durante la Campaña de las Floridas y hallándose con él en la Batalla de Pensacola. Protegido de Godoy, fue su ninfa Egeria en asuntos militares. Con el empleo de mariscal de campo, fue consejero de Guerra, inspector general de la Infantería de España y capitán general de la Costa de Granada. Después fue ministro plenipotenciario de S.M.C. en Berlín (1805-1807) y en San Petersburgo (1807-1812).[32] En 1792 contrajo matrimonio en Zaragoza con una joven novofrancesa: María Isabel Adelaida d'Estrehan, hijastra del conde de Gálvez. Nacida en Nueva Orleans en 1772, falleció prematuramente en París en 1802. Era hija de Jean Baptiste Honoré d'Estrehan, finado el 20 de octubre de 1773, y de María Felicia de Saint Maxent, su mujer, que en segundas nupcias casó con el gobernador y virrey español; nieta del caballero francés Jean Baptiste d'Estrehan des Tours, tesorero del rey cristianísimo en la Luisiana, y de Catherine de Gauvrit; nieta materna del coronel Gilbert Antoine de Saint Maxent, fundador de la ciudad de San Luis, que también sirvió con Gálvez, y de Elizabeth de la Roche; sobrina carnal de Francisco de Saint Maxent, gobernador de la Florida Occidental, y de Isabel de Saint Maxent, que casó con Luis de Unzaga, gobernador de la Luisiana española, de Venezuela y de Cuba.[33] De esta unión quedó una hija:
Clementina Pardo de Figueroa y Estrehan, que nació en 1798 y murió niña.
4. Luis Pardo de Figueroa y Valladares, nacido en Fefiñanes en 1758 y también seminarista en el de Nobles.[31]
5. Y Ana Joaquina Pardo de Figueroa y Valladares, mujer de Joaquín Felipe de Medrano y Luján, iv conde de Torrubia y marqués de Villamayor, viudo de María de la Esclavitud Piñeyro y Maldonado. El conde casó en terceras nupcias con Ángela Antonia de Bazán y murió el 22 de septiembre de 1799. Era hijo de Joaquín de Medrano y Angulo, iii conde de Torrubia, caballero de Calatrava, y de Isabel de Luján y Colón de Larreátegui, de los señores de La Elipa. Sin posteridad.[34]

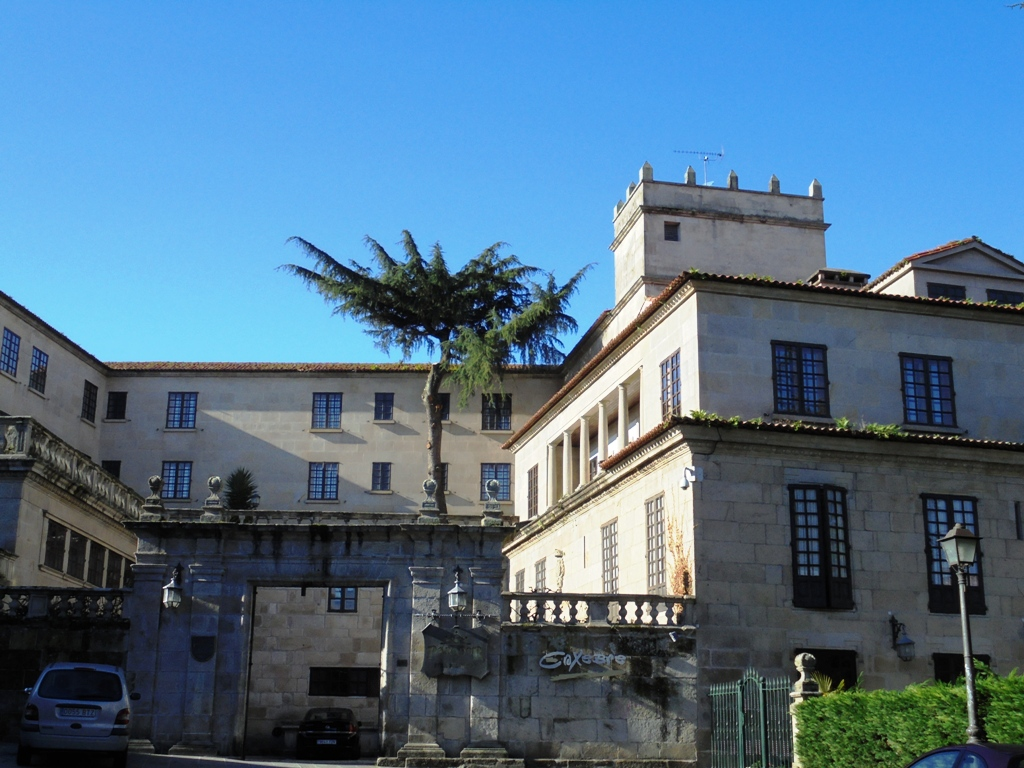
Pazo de los Condes de Maceda en la ciudad de Pontevedra, hoy parador de Turismo (llamado con mal criterio histórico Casa del Barón).

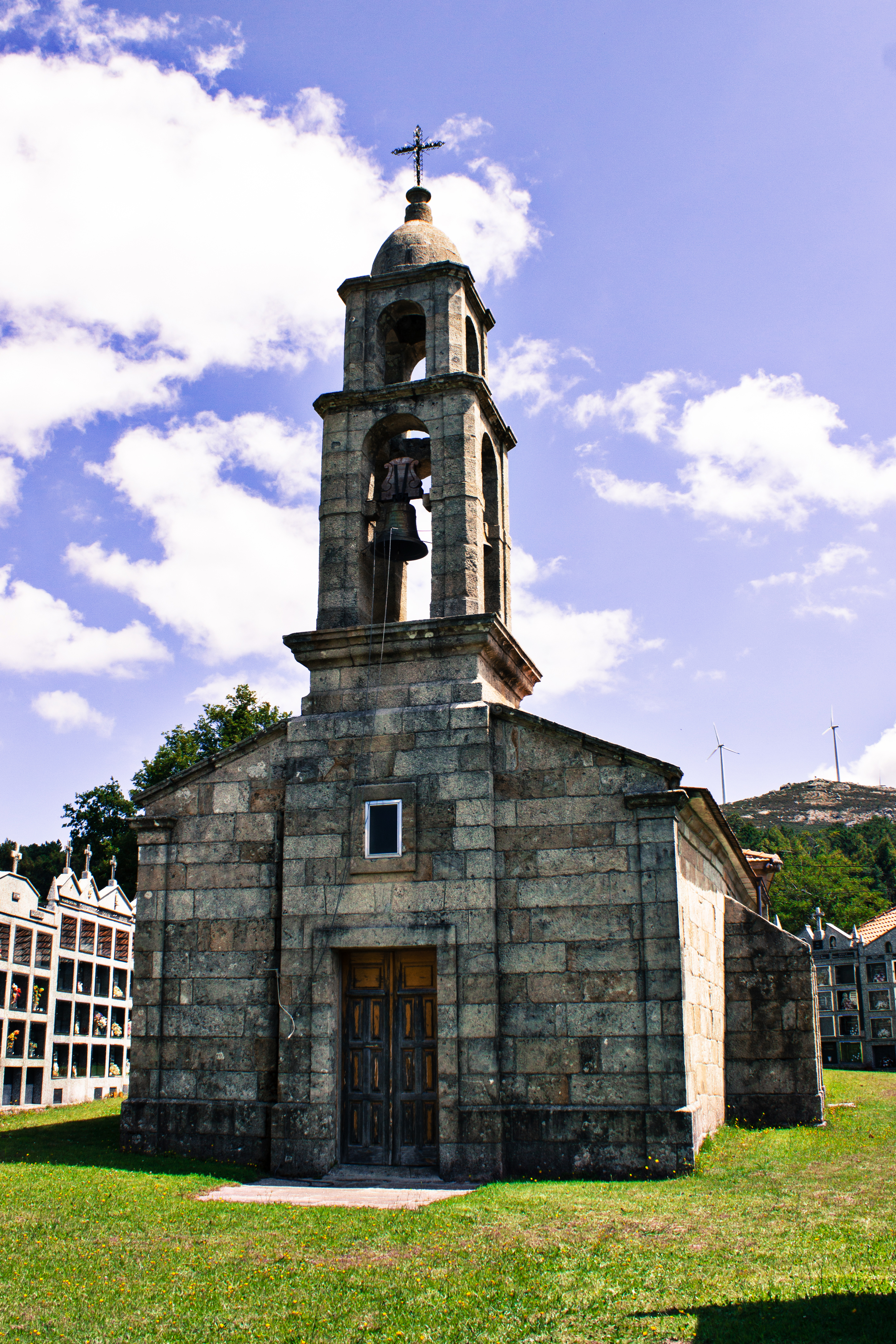
Iglesia parroquial de San Julián de Petán en el municipio de La Cañiza (Pontevedra).

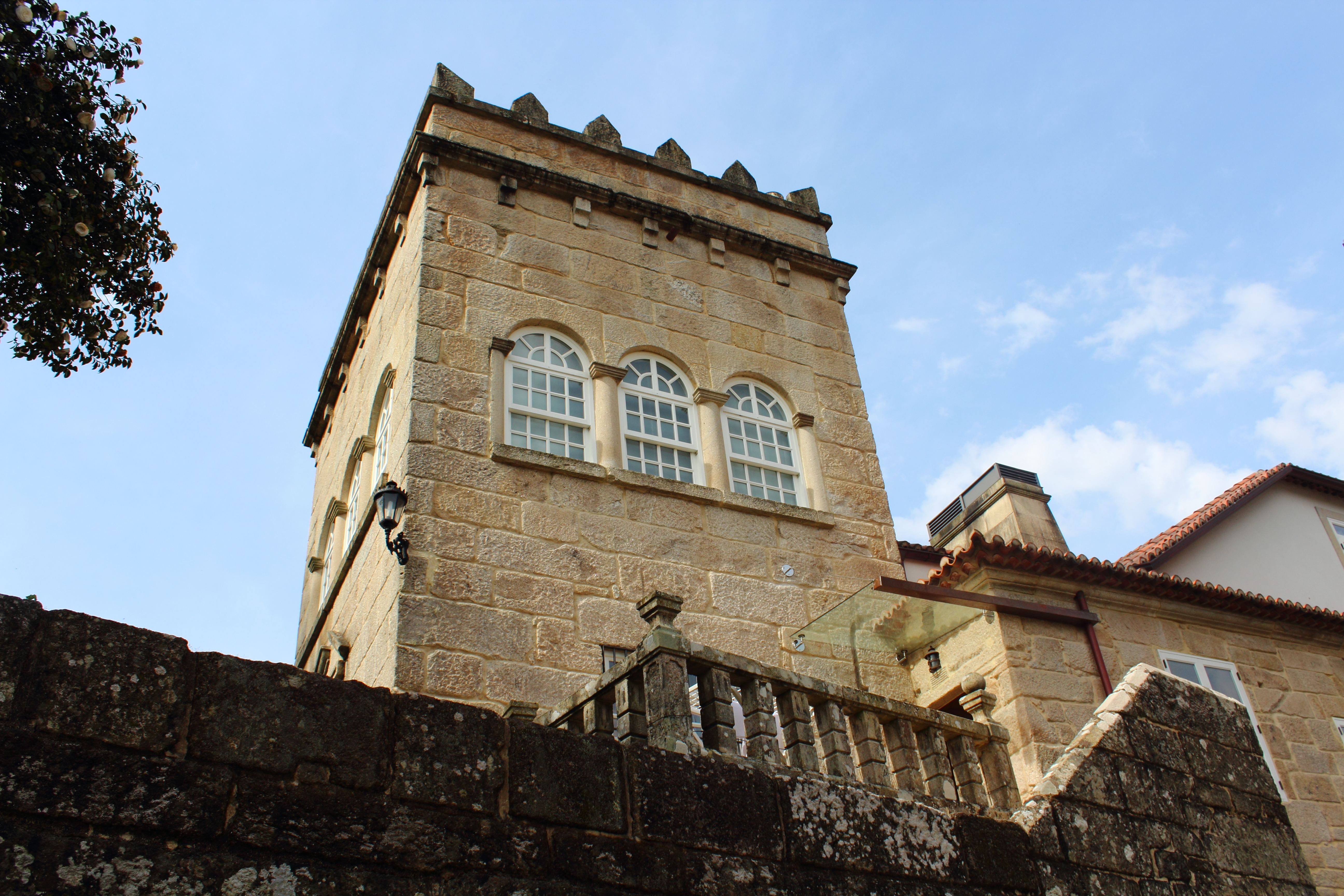
Pazo de Santa Teresa o de los Señores de Petán en la villa de Redondela (Pontevedra).

### Incorporación de la casa de Maceda, con grandeza
Cuarto marqués
Por fallecimiento del anterior en 1786 y real carta de 1787, sucedió su nieto
• Baltasar Pardo de Figueroa Lanzós Novoa y Sarmiento de Sotomayor (1773-1808), x conde de Maceda, iv marqués de Figueroa y v de la Atalaya, vi vizconde de Fefiñanes, grande de España de primera clase, alumno del Real Seminario de Nobles de Madrid. Era aún niño cuando murió su padre y empezó a llamarse vizconde de Fefiñanes, aunque no tituló por esta merced hasta 1784. En 1785 sucedió además en el condado de Maceda, con grandeza, después de ganar el pleito que inició su madre al extinguirse la línea directa de esta casa. A raíz de ello se añadió los apellidos Lanzós y Novoa, que imponía este mayorazgo. Y en 1786 sucedió en los marquesados por muerte de su abuelo.
Participó en la invasión de Portugal (1807) y en el levantamiento de Galicia contra el Francés, y falleció soltero combatiendo en la Batalla de Medina de Rioseco al mando del Regimiento de Zaragoza. Dejó dos hijos naturales habidos en Vicenta Wanden.

Quinta marquesa
Por fallecimiento del anterior en 1808, le sucedió en todos los títulos su hermana
• Ramona Escolástica Pardo de Figueroa Lanzós y Novoa (c.1770-1838), xi condesa de Maceda, v marquesa de Figueroa y vi de la Atalaya, vii vizcondesa de Fefiñanes, grande de España, dama noble de María Luisa, que nació en Pontevedra hacia 1770 y falleció en 1838.
Casó con Juan José Caamaño y Pardo de Cela (1761-1819), señor de los pazos y cotos de Goyanes, en el lugar de Escarís, parroquia de Santiago de Lampón y municipio de Boiro; Leborans, en el municipio de Ames; Romelle, Lamas y Gontalde en el de Zas; Nebra, Caamaño, Noal, Orellán, Queiruga y Ribasieira en Puerto del Son; Trasariz, La Laguna, Cereijo y Carantoña en Vimianzo; Oleiros e isla de Sálvora en Ribeira, Carballido y la ciudad en Santiago de Compostela, Allones en Puenteceso; Ferrol, Noya, Muros, Corcubión, etc., todo en la actual provincia de La Coruña; alguacil mayor del Santo Oficio de Galicia y honorario del Tribunal de Madrid, alférez mayor de la ciudad de Betanzos, regidor perpetuo de las de La Coruña, Lugo, Orense y Santiago de Compostela y de las villas del Ferrol y La Graña, bailío de la Orden de Malta, caballero de la Lis de Francia, gentilhombre de cámara de S.M. con ejercicio y servidumbre. Fue un fogoso escritor político, ilustrado y realista, partidario de Godoy. Vocal de la Real Junta de Comercio y Navegación desde 1797, favoreció al Ferrol promoviendo la creación del consulado de comercio de esta villa y la apertura de su puerto al tráfico internacional. Durante la guerra de la Independencia gastó grandes sumas en vestir y armar el ejército levantado por la Junta de La Coruña, que le nombró coronel, y levantó a su costa el regimiento Conde de Maceda, bajo su mando, y varias partidas de guerrilleros. Litigó por los títulos de señor de la Casa de Rubianes, con grandeza, marqués de Villagarcía y vizconde de Barrantes. Nacido en el Ferrol, recibió el bautismo el 25 de abril de 1761 en la iglesia de San Julián, actual concatedral. Niño aún, hizo información de nobleza erga omnes en 1772 ante la justicia ordinaria de su villa natal, junto con su hermano Rafael. Y falleció en Santiago de Compostela el 29 de diciembre de 1819. Varios hermanos suyos probaron también la nobleza de sus cuatro costados para cruzarse como él de sanjuanistas o sentar plaza de guardias marinas, siguiendo una tradición familiar. Era hijo y sucesor del brigadier de la Real Armada Vicente Caamaño Varela y Gayoso, caballero del mismo hábito, natural y regidor de Santiago, y de María Josefa Pardo Copero y Osorio, su mujer, señora del pazo de Codesido en Villalba de Lugo; nieto de Juan Antonio Caamaño Varela Mendoza y Lamas, señor de los mismos estados, natural del pazo de Goyanes, y de María Rosa Ventura Gayoso y Arias de Lemos, que lo era de Orense, de los señores de Oca y condes de Amarante, y materno de Bernardo Pardo de Lama y Cela y de Margarita Copero y Vázquez Osorio; sobrino carnal del consejero de Órdenes Jacobo Caamaño y Gayoso, caballero de la de Montesa, y sobrino también de los generales y diplomáticos José Caamaño y Gayoso, ministro plenipotenciario de S.M.C. en Suiza, y Francisco Guillermo de Lacy y White, conde de Lacy (su cuñado, marido de María Teresa Caamaño y Gayoso), que lo fue en las cortes de Suecia y Rusia.
Tuvieron dos hijas:
1. Juana Caamaño y Pardo de Figueroa (1801-1831), nacida en Santiago de Compostela y bautizada el 22 de febrero de 1801 en la iglesia de San Miguel de Agros de esta ciudad.[50] En 1819 sucedió en las casas de su padre[51] pero premurió a su madre en 1831. No ostentó por tanto más títulos nobiliarios que los de su marido, pese a que varias fuentes genealógicas la tienen por condesa de Maceda, marquesa de Figueroa y de la Atalaya y vizcondesa de Fefiñanes.[52] Casó en 1819 con Antonio Ramírez de Haro y Ramírez de Arellano (1785-1827), ix conde de Bornos, vii de Murillo y de Montenuevo de Río Leza, dos veces grande de España, que falleció prematuramente el 28 de febrero de 1827. Hijo del mariscal de campo Joaquín Ramírez de Haro y Adsor (olim Córdoba), viii conde de Bornos y de Montenuevo, grande de España, alférez mayor de Motril, caballero de Santiago, gentilhombre de cámara de S.M., natural de Cádiz, y de María Josefa Ramírez de Arellano y Olivares, vii condesa de Murillo, también con grandeza, nacida en Madrid. No tuvieron descendencia.[38]
2. Y Ramona Baltasara Caamaño y Pardo de Figueroa, que nació en Santiago año de 1803, fue bautizada también en San Miguel de Agros, y murió niña antes que su padre.[38]

### Linaje Losada
Sexto marqués

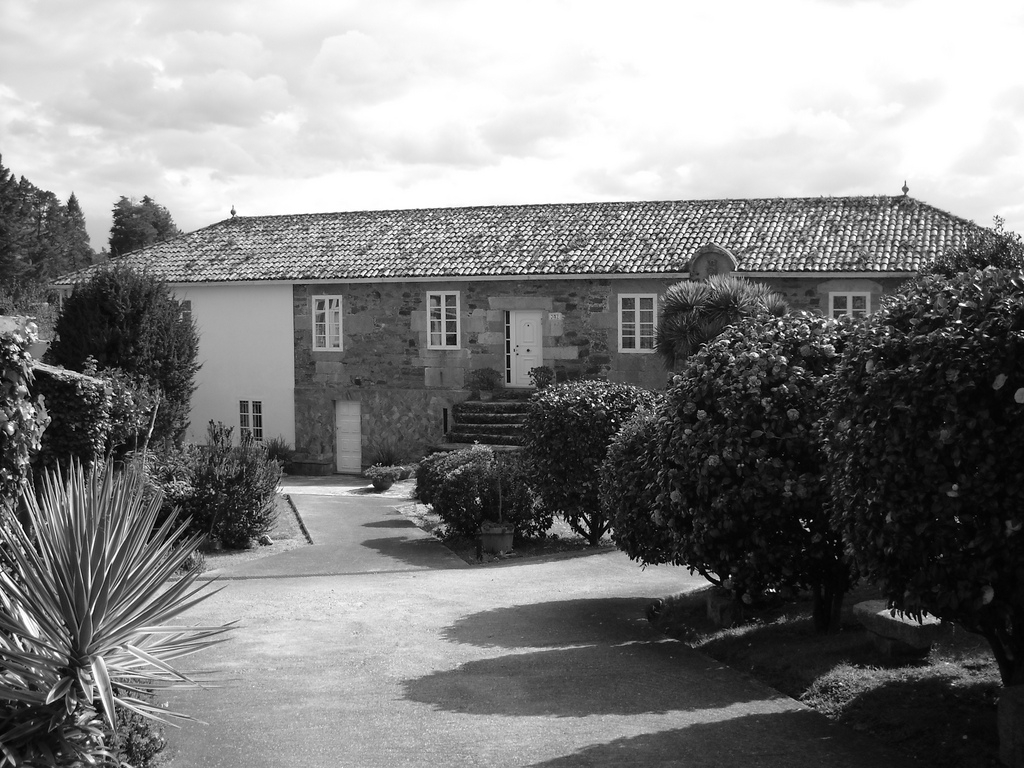
Palacio de los Montoto en el lugar de Jaz, parroquia de San Martín de Dorneda y municipio de Oleiros (La Coruña). Es generalmente conocido como pazo de Jaz, aunque esta denominación resulta ambigua por existir otro pazo en las inmediaciones: el de los Pardo de Andrade. Edificado por los Montoto a principios del siglo XVI, fue cabeza del mayorazgo de este linaje. En el XVII pasó a los Prado por el matrimonio de María de Montoto y Figueroa con Francisco Núñez de Prado Ulloa y Ribadeneira, señor de Friol. Y en el XVIII recayó en Álvaro de Losada y Prado, hijo de Juan de Losada, señor de Pol, y de Clara de Villar y Estrada, su mujer, hija a su vez de Antonio de Prado Ulloa y Montoto, señor de Friol, y de Marcela de Villar y Estrada, mayorazga en Puertomarín. Hijo de Álvaro fue José Gabriel de Losada Prado y Gayoso, que sucedió en dichos estados y casó en 1774 con Baltasara Pardo de Figueroa y Valladares, hija del marqués de Figueroa y de la Atalaya y de la vizcondesa de Fefiñanes. Y estos fueron padres de Francisco Javier de Losada y Pardo de Figueroa, que en 1843 sucedió como conde de Maceda, con grandeza, marqués de Figueroa y de la Atalaya y vizconde de Fefiñanes, por fallecimiento de su prima Ramona Pardo de Figueroa, la última marquesa de la varonía original. Desde entonces y hasta bien entrado el siglo XX el pazo de Jaz se sucedió en los condes de Maceda. Esta casa se precia —en disputa quizá con el pazo de San Saturnino— de ser la mansión nobiliaria gallega más veces honrada por la presencia de personas reales. Desde 1909 hasta 1935 perteneció a Baltasar de Losada y Torres, conde de Maceda, buen amigo del rey Alfonso XIII y su caballerizo y montero mayor, recibiendo frecuentes visitas de este monarca y de su consorte, tías, hermanas e hijos: desde la infanta y ex princesa Isabel hasta el futuro conde de Barcelona. En la actualidad se usa como casa club del campo de golf de Jaz, inaugurado en 2020.

Por haber fallecido la anterior sin prole supérstite en 1838, se entabló un pleito por la sucesión. En ejecución de sentencia y por real carta de 1843, sucedió su primo carnal (arriba filiado como nieto del iii marqués)
• Francisco Javier de Losada y Pardo de Figueroa (1777-1847), xii conde de Maceda, vi marqués de Figueroa y vii de la Atalaya, viii vizconde de Fefiñanes, grande de España de 1.ª clase, señor de las casas y jurisdicciones anejas a estos títulos y de las de Friol, Pol, Jaz (en el municipio de Oleiros), Tor (en el de Monforte de Lemos), la Candaira (en el de Saviñao), Paradela (en el de Manzaneda, tierra de Trives), etc., todo en Galicia, regidor perpetuo de La Coruña, teniente general de los Reales Ejércitos, prócer y senador del Reino, gran cruz de Carlos III, gentilhombre de cámara de S.M. con ejercicio y servidumbre. Nació el 23 de octubre de 1777 en el palacio familiar de Pontevedra, actual parador, fue bautizado el mismo día en San Bartolomé y falleció en Madrid el 9 de enero de 1847. Inició su carrera militar en las Milicias Provinciales, mandó varias veces el Regimiento Provincial de Compostela, combatió en la guerra de la Independencia, recibiendo graves heridas en la batalla de San Marcial (1813) y alcanzó el empleo de teniente general en 1815.
Casó en La Coruña año de 1814 (siendo de 37 de edad y la novia de 17) con María Joaquina de Miranda y Gayoso, vi condesa de San Román y vi marquesa de Santa María del Villar, nacida en su palacio del Parrote de dicha ciudad y poseedora también del suntuoso pazo de su título en la bella Helenes y de diversos mayorazgos en Galicia y Asturias, dama de la reina y de la Orden de María Luisa, hija de Joaquín María de Miranda y Gayoso, v conde y marqués de dichos títulos, y de María del Pilar Sebastián y Raón, su mujer; nieta del coronel Pedro Manuel de Miranda Omaña y Trelles, anterior conde y marqués, y de María Joaquina de Aldao Gayoso y Araujo. Fueron padres de
1. María del Pilar de Losada y Miranda, que nacería en 1815 y falleció el 7 de abril de 1845. Casó el 30 de enero de 1831 con Antonio Ozores y Varela, viii conde de Priegue, hijo de Juan Nepomuceno Ozores y Espada, vii conde, prócer del Reino, y de Pastoriza Varela y Santiso. Con posteridad en que sigue dicho título.
2. José de Losada y Miranda, que sigue.
3. Rosa de Losada y Miranda, dama de la Orden de María Luisa desde el 9 de octubre de 1856. Casó el 16 de enero de 1845 con Joaquín Pimentel y Miranda (1828-1875), su primo carnal, vii marqués de Bóveda de Limia, señor del palacio de Berbetoros de Puertomarín, alcalde de Santiago de Compostela, gobernador civil de Pontevedra, caballero de las Órdenes de Carlos III e Isabel la Católica, hijo del mariscal de campo José Pimentel y Montenegro, vi marqués de Bóveda de Limia, regidor perpetuo de Orense, cruz Laureada de San Fernando, militar realista y carlista que combatió en la Francesada y la Carlistada, y de la pintora María Josefa de Miranda y Sebastián, su mujer, académica de la Real de Bellas Artes de San Fernando, que era hermana de la madre de Rosa: hija de los v condes de San Román.
4. Mariana Ramona de Losada y Miranda, que seguirá como ix marquesa.
5. Francisca Javiera de Losada y Miranda, x marquesa de la Atalaya, que nació hacia 1827 y falleció soltera el 23 de enero de 1893.
6. María del Carmen de Losada y Miranda (1829-1907), que falleció viuda el 17 de septiembre de 1907.[58] Algunas fuentes tienen a esta señora por marquesa de Santa María del Villar, pero es error, debido probablemente a que su hijo mayor ostentó el título por matrimonio con una prima. Casó con Diego de Quiroga y Prieto, señor del pazo del Piñeiro en la parroquia de Folgosa y municipio de Corgo (Lugo) y de los pazos de Vistalegre y de la Torre, sitos ambos en la parroquia de Aldán y municipio de Cangas de Morrazo (Pontevedra), y de otros estados. Nacido en 1817, era hijo de Francisco Javier de Quiroga y Ozores y de María Elena Prieto y Aranegui. Tuvieron por hijos a
  1. José María de Quiroga y Losada (1857-1910), coronel de Artillería, que casó con Joaquina de Losada y Torres, su prima carnal, xi marquesa de la Atalaya y viii de Santa María del Villar (como se dirá más abajo, al exponer los hijos del viii marqués de Figueroa).
  2. Y María del Carmen de Quiroga y Losada,[59] que heredó de su padre los pazos de Aldán. Casó con Ramón de Armada y Fernández de Heredia, xii conde de Canalejas, teniente alcalde de Santiago de Compostela, que falleció viudo en esta ciudad el 10 de enero de 1934, hijo de Pedro de Armada y Valdés, xi conde de Canalejas, diputado a Cortes, y de Lorenza Fernández de Heredia y Valdés, su mujer y tía segunda. Con descendencia en que sigue este título.
7. Baltasar de Losada y Miranda, que seguirá como viii marqués.
8. Y María de los Dolores de Losada y Miranda, xi vizcondesa de Fefiñanes y dueña del pazo de este título, que falleció soltera antes de 1895. Después de sus días heredó el pazo su sobrino Juan Armada y Losada, x marqués de Figueroa. El título de vizconde le correspondía a su sobrino mayor, Baltasar de Losada y Torres, xv conde de Maceda, pero quedó vacante durante quince años, hasta que en 1909 sucedió Beatriz Losada y Ozores, hija del dicho Baltasar.

Séptimo marqués
Por fallecimiento del anterior en 1847 y real carta de 24 de septiembre de 1848, sucedió su hijo primogénito
• José de Losada y Miranda (1817-1857), xiii conde de Maceda y vii de San Román, vii marqués de Figueroa y viii de la Atalaya, ix vizconde de Fefiñanes, grande de España. Falleció soltero.

Octavo marqués
Por real carta de 21 de octubre de 1857, sucedió su hermano
• Baltasar de Losada y Miranda (c.1830-1909), xiv conde de Maceda y viii de San Román,  viii marqués de Figueroa, ix de la Atalaya y vii de Santa María del Villar, x vizconde de Fefiñanes, grande de España, caballero gran cruz de Carlos III (desde el 19 de noviembre de 1867). En 1858 distribuyó y cedió a sus hermanas los marquesados de Figueroa y la Atalaya y el vizcondado de Fefiñanes.
Casó primera vez con María Luisa de Torres y Barrenechea, natural de San Sebastián, de la que enviudó prematuramente.
Y contrajo segundas nupcias, con real licencia de 31 de diciembre de 1866, con Isabel Guillamas y Castañón, hija de Mariano de Guillamas y Galiano, ix marqués de San Felices, vii conde de Alcolea de Torote, grande de España, señor de Villeza, diputado a Cortes, senador electo y vitalicio, caballero de Calatrava y maestrante de Valencia, gentilhombre de cámara de S.M., natural de Salamanca, y de Cesárea Castañón y Díaz de Castro, iii marquesa de Campo Fértil, que lo era de La Bañeza.
De la primera tuvo por hijos a
1. Joaquina de Losada y Torres (c.1859-1916), xi marquesa de la Atalaya (1910) y viii de Santa María del Villar (1881), que falleció viuda el 21 de agosto de 1916.[64] Casó con José María de Quiroga y Losada (1857-1910), su primo carnal, coronel de Artillería, que falleció en Madrid el 21 de septiembre de 1910.[65] Arriba filiado como hijo de Diego de Quiroga y Prieto y de María del Carmen de Losada y Miranda y nieto materno del vi marqués de Figueroa.[62] Fueron padres de
  1. Diego de Quiroga y Losada (1880-1976), ix marqués de Santa María del Villar, famoso fotógrafo, mayordomo de semana del rey Alfonso XIII, grandes cruces de Alfonso X el Sabio e Isabel la Católica, que nació en Madrid el 18 de agosto de 1880 y falleció en San Sebastián el 15 de mayo de 1976. Casó con Narcisa Valdés y Palavicino, hija del coronel Ramón Valdés y Acquavera y de Ángeles Palavicino e Ibarrola, su mujer, de los marqueses de Mirasol. Con prole en que sigue el marquesado de Santa María del Villar.[66]
  2. Y Jesús de Quiroga y Losada (1888-1945), xii marqués de la Atalaya, coronel de Artillería. Casó en 1912 con María de las Mercedes Martínez de Pisón y Nebot, natural de Vitoria y fallecida en Palma de Mallorca el 11 de marzo de 1981, hija del coronel de Artillería Domingo Martínez de Pisón y Pascual, de los marqueses de Ciriñuela y del Puerto, y de María de los Dolores Nebot y de Layús, naturales también de Vitoria. Tuvieron descendencia en que sigue el marquesado de la Atalaya.
2. Y Baltasar de Losada y Torres (1861-1935), xv conde de Maceda y ix de San Román, grande de España, gentilhombre de cámara del rey Alfonso XIII con ejercicio y servidumbre y su primer montero y caballerizo mayor, diputado a Cortes por Orense y senador vitalicio del Reino. Casó el 28 de mayo de 1885 con Lucía Ozores y Saavedra, hija de Jacobo Ozores y Mosquera, xiv señor de la Casa de Rubianes, marqués de Aranda y de Guimarey, grande de España, senador vitalicio, gran cruz de Carlos III y maestrante de Sevilla, gentilhombre de cámara de S.M. con ejercicio y servidumbre, y de Corina de Saavedra y Cueto, su mujer, de los duques de Rivas, dama de la reina. Con sucesión en que siguen los condados de Maceda y San Román y el vizcondado de Fefiñanes.[62]

### Sucesión en una línea menor: los Armada
Novena marquesa

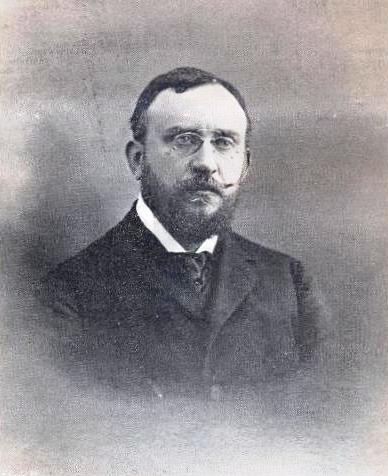
Juan Bautista Armada y Losada, marqués de Figueroa (1861-1932), presidente del Congreso de los Diputados y ministro de Fomento y de Gracia y Justicia en el reinado de Alfonso XIII, académico de la Española y de Ciencias Morales y Políticas.

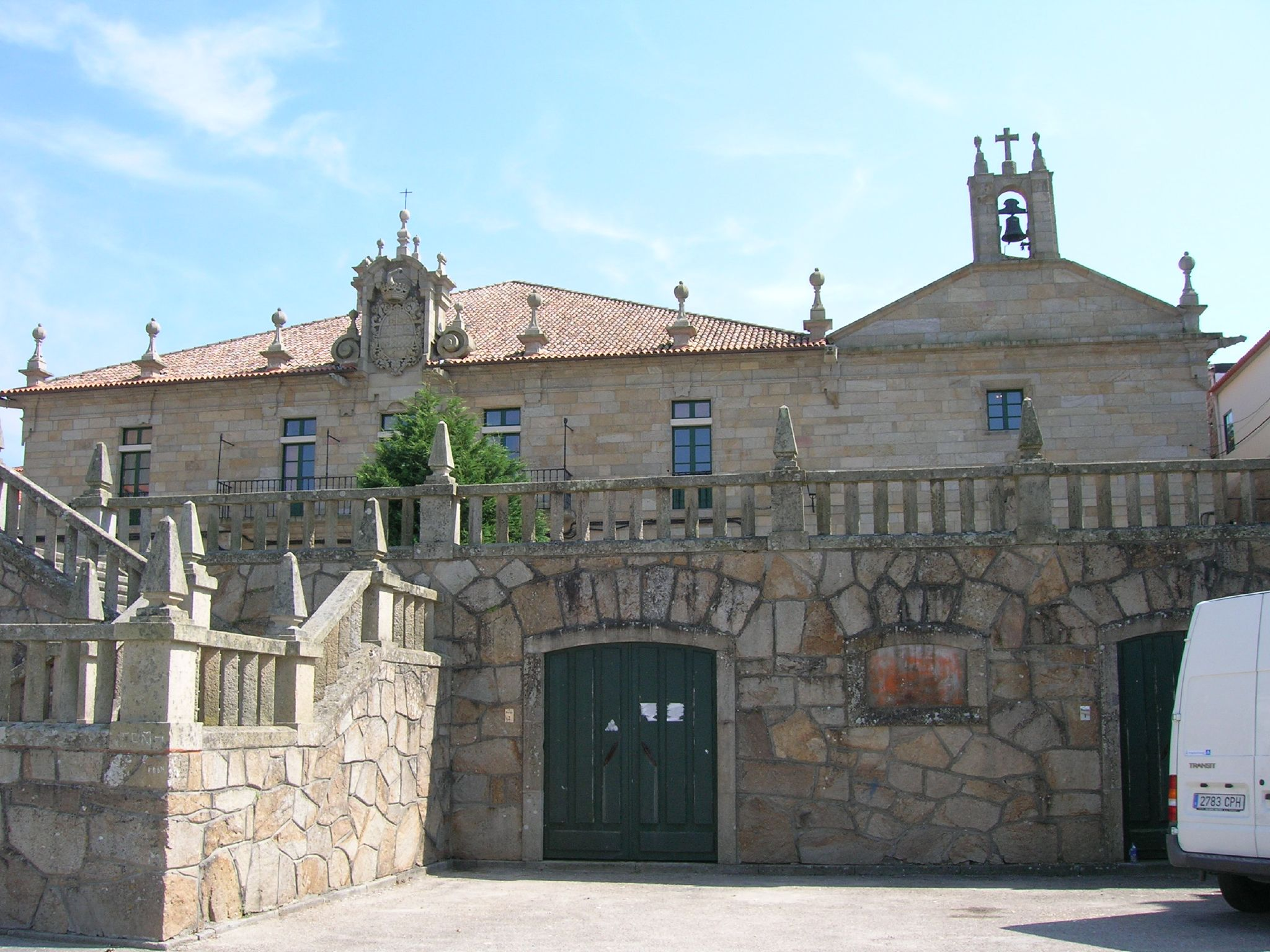
El pazo de los Marqueses de Montesacro y su capilla aneja de Nuestra Señora de la Valvanera, sitos en el barrio de Santo Tomé del Mar o villa vieja de Cambados. Construido en el siglo XVIII, su barroca fachada domina el puerto pesquero desde una altura que se salva mediante una doble escalinata que baja hasta el muelle. Esta casa fue escenario de un crimen hacia 1840, cuando murió asesinado Javier de Zárate y Piñeiro, hijo primogénito de Vicente de Zárate Murga y Bazán, marqués de Montesacro, y de María del Socorro Piñeiro y Cárdenas. El interfecto dejaba una hija de tierna edad llamada Jacoba, fruto del matrimonio que había contraído en 1838 con Manuela Sangro y Páramo, hija de Jacoba de Páramo Santiso y Sangro y de Francisco Bermúdez de Castro y Sangro, su primer marido, que durante la guerra de la Independencia fue enviado extraordinario de la Junta de Galicia a Londres. Pese a ser la nieta primogénita, esta niña fue preterida en la sucesión de la casa cuando en 1847 murió su abuelo el marqués, a quien sucedió en el título su hija Valvanera, casada con el magistrado Lorenzo Izquierdo. Pero el problema se arregló después casando a Jacoba con su primo Lorenzo, hijo y heredero de los marqueses. Y de este matrimonio nació María de la Valvanera Izquierdo y Zárate, que en tiempos de Alfonso XIII heredó el pazo y capilla de Montesacro y casó con Juan Armada y Losada, marqués de Figueroa, dueño del pazo de Fefiñanes en la misma población de Cambados. El título de marqués de Montesacro había sido ganado en pleito años antes por José María de Luyando y Hormaechea, quien litigaba también por la propiedad del pazo por tocarle la mitad reservable del mayorazgo. Después de los días de la marquesa de Figueroa, palacio y capilla quedaron en pleno dominio de Ramiro Hernán de Luyando y Varela de Luaces, marqués de Montesacro, que murió sin prole en el mismo pazo en 1937. La última dueña hereditaria fue su viuda, Juana María Grisone y Vezzoso, que en 1939 vendió el edificio a las Hermanitas de los Ancianos Desamparados. Y estas religiosas lo destinaron a residencia de personas mayores, que es el uso que conserva hasta hoy.

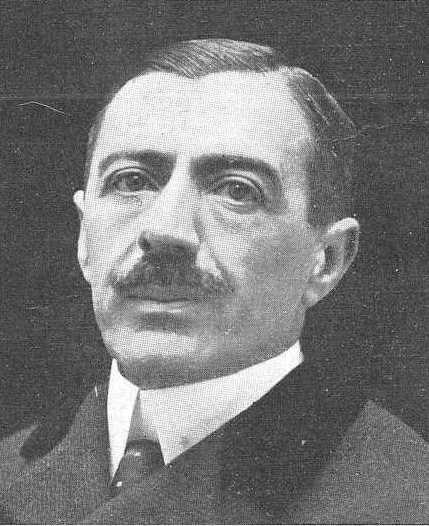
Miguel Gil Casares (1871-1931), catedrático de medicina e inventor del palógrafo, antecedente del fonocardiógrafo. Vástago de una distinguida familia santiaguesa de científicos e intelectuales, era hermano de Felipe Gil Casares, catedrático de derecho y rector de la Universidad de Santiago de Compostela, alcalde de esta ciudad, diputado a Cortes y magistrado del Supremo, e hijo de Ramón Gil Villanueva, catedrático de física y decano de la Facultad de Ciencias de la misma universidad, y de Valentina Casares Teijeiro, su mujer. También habían sido rectores del alma máter compostelana su abuelo Antonio Casares Rodríguez, su tío Jacobo Gil Villanueva y su tío abuelo Maximino Teijeiro. El doctor Gil Casares fue senador en representación de dicha universidad y casó con Joaquina Armada y Losada, que era hermana e inmediata sucesora del marqués de Figueroa, de modo que dio su varonía a los posteriores titulares de la merced, hasta el actual. Descendía por línea agnada del linaje hidalgo de los Gil de Araujo, con solar en la torre de Barro, parroquia de San Cibrián de Ribarteme y municipio de Las Nieves (Pontevedra).

Por cesión del anterior, en 1858 sucedió su hermana
• Mariana Ramona de Losada y Miranda (1824-1880), ix marquesa de Figueroa. Además del título, su hermano Baltasar le adjudicó la torre de Figueroa, en pago de la herencia de sus padres.
Casó, con real licencia del 9 de noviembre de 1858, con Juan Bautista de Armada y Valdés, coronel de Artillería, diputado a Cortes, caballero de Santiago, quien la sobrevivió más de veinte años titulándose marqués viudo de Figueroa. Era hijo de Juan Antonio de Armada Ibáñez de Mondragón y Guerra, vi marqués de Santa Cruz de Rivadulla, brigadier de los Reales Ejércitos, coronel honorario de Artillería, regidor perpetuo de Orense y alguacil mayor de millones por S.M. de esta ciudad y provincia, prócer y senador vitalicio del Reino, natural de Maracaibo, y de María del Rosario de Valdés y Ramírez de Jove, iv marquesa de San Esteban de Natahoyo, x condesa de Canalejas, xv poseedora del adelantamiento de La Florida, dama de la Orden de María Luisa, natural de Gijón. Tuvieron por hijos a
1. María de la Concepción Armada y Losada, dueña del pazo de Quintans en la parroquia de Santa María de Paradela y actual municipio de Meis (Pontevedra).[68] Fue muchos años inmediata sucesora de su hermano el marqués pero murió en 1931: un año antes que él. Casó con Ramón Gutiérrez de la Peña y Quiroga (1843-1925), natural de Santiago de Compostela, concejal y síndico de este ayuntamiento, presidente del colegio de abogados de la misma ciudad, catedrático y decano de la Facultad de Derecho de su Universidad, diputado provincial, senador electo por Castellón, gran cruz de Carlos III y académico de la Real de Jurisprudencia. Este señor era dueño de la casa de su apellido, o de los Vallo, sita en la santiaguesa plaza del Toral, y patrono de la capilla de Alba de la catedral compostelana, y poseía otros muchos estados y presentaciones por toda Galicia. Fue hijo segundo de Felipe Gutiérrez de la Peña y Piñeiro, último poseedor de los mayorazgos, y de Juana de Quiroga y Puga, pero quedó subrogado en la primogenitura y heredó los bienes familiares al morir su hermano José sin prole supérstite. Aunque ya tenían un palacio en Santiago, Ramón y Concha edificaron en la misma ciudad el pazo del Espino, de estilo modernista, terminado en 1915 según proyecto de Jesús López de Rego. No tuvieron descendencia, pero adoptaron a su pupila Asunción Giráldez. Los bienes de Ramón Gutiérrez de la Peña pasaron por herencia a su viuda y a su hija adoptiva, y después de los días de esta, algunos volvieron a la línea troncal, representada por los Rivero de Aguilar.[69][70]
2. Juan Bautista Armada y Losada, que sigue.
3. Y Joaquina Armada y Losada, que sobrevivió a su hermano Juan pero no le sucedió en el título sino que renunció en favor de su hijo mayor. Casó con el doctor Miguel Gil Casares, catedrático de patología y clínica médica en Santiago de Compostela y senador del Reino por esta Universidad.[71] Nació este ilustre médico el 22 de septiembre de 1871 en la ciudad del Apóstol, donde falleció el 12 de abril de 1931. Era hermano de Felipe Gil Casares, catedrático de derecho y rector de la Universidad de Santiago, alcalde de la ciudad, diputado a Cortes y magistrado del Supremo, e hijo de Ramón Gil Villanueva, catedrático de física y decano de la Facultad de Ciencias de la misma Universidad, y de Valentina Casares Teijeiro, su mujer, que era hija a su vez de Antonio Casares Rodríguez, catedrático de química y rector también del alma máter compostelana, y de Juana Teijeiro Fernández. Descendiente por varonía del linaje de los Gil de Araujo, con solar en la torre de Barro, parroquia de San Cibrián de Ribarteme y municipio de Las Nieves (Pontevedra). Fueron padres de
  1. Juan Gil y Armada, que seguirá como xi marqués.
  2. María del Pilar Gil y Armada.
  3. Bernardo Gil y Armada, que casó en 1935 en el palacio arzobispal de Santiago con Isabel de la Peña Andrés y Moreno, que murió viuda en 2013, hija de Luis de la Peña Andrés y García y de María del Carmen Moreno y Martínez de la Riva.[72] Padres, entre otros, del cardiólogo Miguel Gil de la Peña y de Beatriz Gil de la Peña, casada con José Peña Guitián, catedrático de pediatría y vicepresidente de la editora de El Correo Gallego.[73]
  4. Y Joaquín Gil y Armada, que partió con su hermano Juan los viñedos familiares del Salnés y el pazo de Fefiñanes. En 1959 fundó la Bodega Joaquín Gil Armada, que ocupa hasta hoy el ala norte de dicho edificio, mientras que el ala oeste aloja las Bodegas del Palacio de Fefiñanes, fundadas por su tío el marqués y que desde 1954 pertenecían a Juan, el sucesor en el marquesado. Casó con María Luisa de la Peña Andrés y Moreno (Marisa), hermana de la mujer de Bernardo. Y tuvieron por hijas a Joaquina, fallecida antes de 2013, y a Marisa y Ángela Gil de la Peña, que en dicho año eran propietarias de la bodega familiar con su mitad del pazo.[74]

Décimo marqués
Por fallecimiento de la anterior en 1880 y real carta de 15 de junio de 1880, sucedió su hijo
• Juan Bautista Armada y Losada (1861-1932), x marqués de Figueroa, ministro de Fomento y de Gracia y Justicia en varios gobiernos de Maura, diputado a Cortes y presidente del Congreso, que nació en Madrid el 4 de mayo de 1861. De su madre heredó la torre de Figueroa sita en Abegondo, donde falleció el 22 de septiembre de 1932. Y de su tía Dolores Losada hubo también el pazo de Fefiñanes en Cambados, con sus extensos viñedos.
Dejó una importante obra literaria como periodista, orador, poeta y autor de novelas costumbristas en la línea del naturalismo cristiano. Fue académico numerario de la Española y de Ciencias Morales y Políticas, y correspondiente de la Gallega.
Casó tardíamente (hacia 1910) con María de la Valvanera Izquierdo y Zárate, dueña del pazo de Montesacro y de su capilla aneja de Nuestra Señora de la Valvanera, sitos en la villa y parroquia de Santo Tomé del Mar: una de las tres que integran la población de Cambados. Hija de Lorenzo Izquierdo y Zárate, diputado a Cortes por Cambados, y de María Jacoba de Zárate y Sangro, su mujer y prima carnal; nieta de Lorenzo Izquierdo y Anaya, magistrado de la Real Audiencia de Galicia, natural de Astudillo, y de María de la Valvanera de Zárate Murga y Piñeiro, vi marquesa de Montesacro, y materna de Francisco Javier de Zárate Murga y Piñeiro (hermano de la anterior), primogénito del v marqués de Montesacro, y de María Manuela Sangro y Páramo. No tuvieron descendencia.

### Linaje Gil de Araujo
Undécimo marqués
Por fallecimiento del anterior en 1932, acuerdo de la Diputación de la Grandeza de 1935, decreto de convalidación de 23 de enero de 1953 y carta del mismo año, sucedió su sobrino
• Juan Gil y Armada (1899-1981), xi marqués de Figueroa, arriba filiado como nieto de la ix marquesa. Fue presidente de la Diputación Provincial de La Coruña, alcalde de Santiago de Compostela, director de la Real Sociedad Económica de Amigos del País de esta ciudad y presidente del Patronato Rosalía de Castro, de la Archicofradía del Glorioso Apóstol Santiago y de la Unión Territorial de Cooperativas del Campo de la misma provincia. Nació en 1899 y falleció en la torre de Figueroa el 12 de febrero de 1981.
En 1935 asistió en Roma a la boda del príncipe Don Juan con Doña María. Y en 1962, como representante de los monárquicos gallegos, se halló en Atenas en la del príncipe Don Juan Carlos y Doña Sofía.
Casó con María del Pilar González de Careaga y Fontecha, natural de Neguri (Vizcaya). Era hermana del político Adolfo Careaga y Fontecha (1923-2009), diputado a Cortes por Vizcaya y presidente provincial de la UCD, presidente del Puerto de Bilbao y teniente alcalde de esta villa; hija de Adolfo González de Careaga y Urquijo y de María del Pilar de Fontecha y Epalza, y sobrina nieta segunda del i conde del Cadagua. Padres de
1. María del Pilar Gil y González de Careaga, natural de Santiago de Compostela. Casó en 1966 en la capilla de la Torre de Figueroa con Gabriel de Oraá y Moyúa, natural de Bilbao, hijo de los iii duques de la Victoria de las Amézcoas, y tienen nueve hijos varones.
2. María de la Blanca Gil y González de Careaga,
3. María de Begoña Gil y González de Careaga,
4. Juan Gil de Araujo y González de Careaga, que sigue,
5. Ramón Javier Gil y González de Careaga, que falleció en La Coruña el 19 de noviembre de 2006.[80] Desde 1993 poseyó el pazo de Vistalegre de Aldán, ya citado, por legado de Ramón Pérez de Armada, su primo tercero y padrino de pila, xv conde de Canalejas, que murió sin descendencia en dicho año. Casó con María del Mar (Miriam) Beristáin Díez, que falleció viuda y sin prole en dicho pazo a principios de octubre de 2009 y fue enterrada con su marido en San Cibrián de Aldán.
6. María de la Soledad (Sol) Gil y González de Careaga,
7. Adolfo Gil y González de Careaga, marido de Sandra Bárcena y Fernández de Angulo,
8. y Diego Gil y González de Careaga, que casó con Irene Gómez Rey.

#### Actual titular
Por fallecimiento del anterior en 1981, orden publicada en el BOE del 4 de junio de 1982 y real carta de 22 de junio del mismo año, sucedió su hijo
• Juan Gil de Araujo y González de Careaga, xii y actual marqués de Figueroa, propietario de la Torre de Figueroa en Abegondo, nacido en Santiago el 3 de abril de 1948. Ingeniero agrónomo por la Politécnica de Madrid y destacado viticultor, dirige las bodegas Palacio de Fefiñanes, que tienen su sede en este pazo de su familia sito en Cambados. Fue presidente del Consejo Regulador de la Denominación de Origen Rías Baixas desde 2012 hasta 2023 y también ha presidido las asociaciones Ruta do Viño Rías Baixas y Acruaga (de consejos reguladores de vinos de Galicia). En 2017 fue reelegido al frente de ambas instituciones para un nuevo periodo de cuatro años.
Casó en Madrid el 14 de octubre de 1976, en la parroquial de San Agustín, con María Victoria de Simón y García-Vicente, hija de Enrique de Simón Maderne, notario de Madrid, donde finó el 18 de julio de 1991, y de María de la Concepción García-Vicente y Modet, su mujer, fallecida en la misma villa el 2 de diciembre de 2008; nieta de Ángel de Simón Garrido y de Manuela Maderne Somarriba, y materna de Saturnino García Vicente y de María Ignacia Modet y Ortueta. Tienen tres hijos:
1. Guiomar Gil de Araujo y de Simón, nacida el 29 de abril de 1978,
2. Beatriz Gil de Araujo y de Simón, nacida el 9 de febrero de 1980,
3. y Juan Gil de Araujo y de Simón, nacido el 4 de agosto de 1982.